# Лёви, Отто
О́тто Лёви (нем. Otto Loewi; 3 июня, 1873, Франкфурт, Германия — 25 декабря, 1961, Нью-Йорк) — австрийско-немецкий и американский фармаколог, лауреат Нобелевской премии по физиологии и медицине в 1936 году (совместно с сэром Генри Дейлом) «за открытия, связанные с химической передачей нервных импульсов».
После получения Нобелевской премии нацисты вынудили его отдать все деньги, и только тогда они отпустили за границу детей и его самого. В сентябре 1938 выехал в Англию, в 1940 перебрался в США. Гражданин США с 1946 года. Изображен на австрийской почтовой марке 1973 года.

## Открытие ацетилхолина
В 1921 году, изучая влияние блуждающего нерва на интенсивность сердечной деятельности, Отто Лёви произвёл следующий опыт: сердце лягушки с блуждающим нервом было отделено и помещено в сосуд с питательным раствором, не влияющим на частоту сердечных сокращений (в нём оно могло бы биться долгое время). Возбуждая нерв, Лёви добивался остановки сердца, после чего раствор из этого сосуда добавлял в другой сосуд, где сокращалось сердце такой же лягушки, но без нерва. Сердечная деятельность также ослабевала и прекращалась совсем. Таким образом Лёви пришёл к выводу, что при возбуждении нерва освобождается некое вещество, которое и в растворе сохраняет своё действие. Этим веществом оказался ацетилхолин.